# Vitaly Scherbo
Vitaly Scherbo (em russo:  Виталий Венедиктович Щербо; Minsk, 13 de janeiro de 1972) é um ex-ginasta bielorrusso que defendeu a União Soviética em provas de ginástica artística. Em uma de suas participações olímpicas, Vitaly conquistou seis medalhas de ouro – sendo quatro delas no mesmo dia –, feito inédito entre ginastas e ocorrido nos Jogos Olímpicos de Verão de 1992. Ao todo, Scherbo soma dez conquistas em Olimpíadas.
Em suas cinco participações em Campeonatos Mundiais de Ginástica Artística, Scherbo somou doze medalhas de ouro, sete de prata e quatro de bronze, em um total de 23 conquistas. Com isso, o ex-ginasta tornou-se tricampeão consecutivo do solo e bicampeão do salto, além de bicampeão não consecutivo das barras paralelas. Já nos Campeonatos Europeus, Vitaly foi tetracampeão do salto e tricampeão do solo.
Em 2009, o ginasta fora inserido no International Gymnastics Hall of Fame, junto ao ucraniano Viktor Chukarin e o romeno Octavian Belu.

## Carreira
Scherbo iniciou-se na ginástica aos sete anos, por sua mãe o considerar ativo, mas incontrolável. Os técnicos, do clube local onde o menino começou, atentados ao talento dele, recomendaram que fosse treinar em uma escola para atletas. Apesar do claro progresso, Vitaly ainda recusava-se a atender qualquer tipo de medida disciplinadora.
Apesar de compor a equipe nacional desde os quinze, apenas quando completou dezesseis anos, participou de seu primeiro campeonato: O Soviético Júnior, no qual fora o primeiro colocado no concurso geral. Dois anos mais tarde, Scherbo fez sua estreia internacional no Campeonato Europeu de Atenas, na Grécia. Nesta ocasião, o ginasta sênior conquistou três medalhas de ouro individuais: solo, salto sobre a mesa e barra fixa. Na sequência, na Copa do Mundo, Vitaly subiu ao pódio em mais quatro ocasiões: prata no individual geral, ouo no solo e no salto, e bronze na prova das argolas.
No ano seguinte, no Mundial de Indianápolis, em nova estreia internacional, Scherbo conquistou seis medalhas em oito disputadas. A primeira delas, de ouro, veio por equipes, quando os soviéticos - Vitaly Scherbo, Grigory Misutin, Valeri Liukin, Igor Korobchinsky, Valery Belenky e Alexei Voropaev - superaram as equipes chinesa e alemã. A seguinte, no concurso geral, foi de prata, entre dois compatriotas - Grigory Misutin (ouro) e Valeri Liukin (bronze). Nas finais por aparelhos, o ginasta fora a quatro, das seis. No solo, superado por um compatriota, o atleta conquistou a medalha de prata, repetida na prova do solo, ao ser superado pelo sul-coreano Ok-Ryul Yoo. Na barra fixa, apesar de tirar a segunda maior nota, Scherbo encerrou em terceiro lugar, dado o empate dos dois primeiros colocados. Nas barras paralelas, encerrou na oitava colocação.
Um ano mais tarde, deram-se os três maiores campeonatos para os europeus. No Mundial de Paris, Scherbo conquistou dois ouros - cavalo com alças e argolas - e uma prata, no solo. No Campeonato Europeu de Nante, na França, foram seis as conquistas individuais: bronze no concurso feral, prata no solo, argolas e barras paralelas, e ouro no salto e no cavalo com alças. Seguindo o calendário, em sua primeira Olimpíada, os Jogos de Barcelona, agora aos vinte anos, Vitaly conquistou um espaço de destaque entre os maiores campeões da ginástica artística, por conquistar seis medalhas de ouro em uma única edição, sendo quatro delas no mesmo dia, em oito disputadas. Defendendo a equipe unificada, Vitaly conquistou o ouro coletivo, superando as seleções chinesa e japonesa. Individualmente foram mais cinco: No all around, superou dois compatriotas. Nos aparelhos, em uma premiação de cinco medalhas - uma de ouro, uma de prata e três de bronze -, o atleta conquistou a primeira posição nas barras paralelas. No cavalo com alças, empatou com o norte-coreano Pae Gil-Su. Salto e argolas, completaram suas conquistas. Na história dos Jogos Olímpicos, apenas os nadadores norte-americanos Michael Phelps e Mark Spitz conquistaram um número de medalhas de ouro individuais a maior, em uma única edição.
Encerrados os Jogos, a popularidade do ginasta fora testada em uma turnê pôs-olímpica ao lado de Shannon Miller, nos Estados Unidos, e em um clipe da banda The B-52's, chamado Revolution Earth, no qual aparece ao lado da compatriota Svetlana Boginskaya. Ainda em 1992, o atleta casou-se com Irina, com quem teve uma filha, chamada Kristina. Pouco após seu retorno à Bielorrússia, Vitaly decidiu mudar-se para os Estados Unidos, devido a invasão de sua residência - da qual foram levadas suas medalhas, salvando-se apenas as olímpicas, que estavam com sua mãe- e ameaça a segurança de sua família. Radicado na Pensilvânia, o atleta tornou-se o primeiro mais bem sucedido ex-soviético, em território estadunidense.
Nos quatro anos que se seguiram, o ginasta conquistou treze medalhas nas três edições mundiais de que participou: Birmingham 1993, Brisbane 1994 a Sabae 1995, além de encerrar em terceiro nos Jogos da Amizade. Em seu último ano como profissional, Vitaly tornou a disputar os treis maiores campeonatos internacionais. No Europeu de Birmingham, foram cinco as conquistas: ouro no solo, no salto e nas barras paralelas, prata no individual geral e bronze na barra fixa. No Mundial de San Jose, Scherbo conquitou o ouro na prova do solo, a prata nas barras paralelas - empatado com o russo Alexei Nemov - e o bronze na barra fixa, totalizando 23 conquistas mundiais, entre 1991 e 1996.
Antes da preparação para os Jogos Olímpicos de Atlanta, a esposa do ginasta sofrera um grave acidente automobilístico. Após entrar em coma, seus médicos não deram muitas chances de recuperação. Vitaly perdeu sua boa forma e começou a abusar do uso de álcool. Um mês seguida a internação, Irina recuperou-se do coma e Scherbo voltou a treinar. Em Atlanta, o ginasta, prejudicado por lesões, conquistou quatro bronzes: individual geral, salto, barras paralelas e barra fixa.
No intuito de participar no Mundial de Lausanna, o atleta voltou aos treinos, mas ao quebrar a mão em um acidente de moto, decidiu encerrar a carreira. Hoje, em Las Vegas, possui um ginásio que leva seu nome.

## Principais resultados
| Ano  | Evento                                    | AA                | Equipe          | Solo             | Cavalo com alças | Argolas          | Salto sobre o cavalo | Barras paralelas  | Barra fixa        |
| ---- | ----------------------------------------- | ----------------- | --------------- | ---------------- | ---------------- | ---------------- | -------------------- | ----------------- | ----------------- |
| 1988 | Campeonato Nacional Soviético Júnior      | Medalha de ouro   |                 |                  |                  |                  |                      |                   |                   |
| 1989 | Copa Chunichi                             | 4º                |                 |                  |                  |                  |                      |                   |                   |
| 1990 | Campeonato Europeu                        |                   |                 | Medalha de ouro  |                  |                  | Medalha de ouro      |                   | Medalha de ouro   |
| 1991 | Campeonato Nacional Soviético             | Medalha de ouro   |                 |                  |                  |                  |                      |                   |                   |
| 1991 | Campeonato Mundial de Ginástica Artística | Medalha de prata  | Medalha de ouro | Medalha de prata |                  |                  | Medalha de prata     |                   | Medalha de bronze |
| 1992 | Campeonato Mundial de Ginástica Artística |                   |                 | Medalha de prata | Medalha de ouro  | Medalha de ouro  |                      |                   |                   |
| 1992 | Campeonato Europeu                        | Medalha de bronze |                 | Medalha de prata | Medalha de ouro  | Medalha de prata | Medalha de ouro      | Medalha de prata  |                   |
| 1992 | Jogos Olímpicos                           | Medalha de ouro   | Medalha de ouro |                  | Medalha de ouro  | Medalha de ouro  | Medalha de ouro      | Medalha de ouro   |                   |
| 1993 | Campeonato Mundial de Ginástica Artística | Medalha de ouro   |                 | Medalha de prata |                  |                  | Medalha de ouro      | Medalha de ouro   |                   |
| 1994 | Campeonato Mundial de Ginástica Artística | Medalha de bronze | 4º              | Medalha de ouro  |                  |                  | Medalha de bronze    | Medalha de ouro   |                   |
| 1995 | Universíada                               | Medalha de bronze |                 |                  |                  |                  |                      |                   |                   |
| 1995 | Campeonato Mundial de Ginástica Artística | Medalha de prata  |                 | Medalha de ouro  |                  |                  | Medalha de bronze    | Medalha de ouro   |                   |
| 1996 | Campeonato Mundial de Ginástica Artística | Medalha de prata  |                 |                  |                  |                  |                      | Medalha de prata  | Medalha de bronze |
| 1996 | Campeonato Europeu                        | Medalha de prata  |                 | Medalha de ouro  |                  |                  | Medalha de ouro      | Medalha de ouro   | Medalha de bronze |
| 1996 | Jogos Olímpicos                           | Medalha de bronze |                 |                  |                  |                  | Medalha de bronze    | Medalha de bronze | Medalha de bronze |